# 칼턴 카펜터
칼턴 카펜터(영어: Carleton Carpenter, 1926년 7월 10일~2022년 1월 31일)는 미국의 배우 겸 마술사, 작가이다.

## 출연

### 영화
- 로즈마리 킬러(1981년)
- 엔터테인먼트(1974년)
- 업 페리스코프 (1959년)
- 테이크 더 하이 그라운드!(1953년)
- 용감한 페이건(1952년)
- 혈투의 계곡(1951년)
- 썸머 스톡(1950년)
- 쓰리 리틀 워즈(1950년)
- 투 윅스 위드 러브(1950년)
- 신부의 아버지(1950년)
- 잃어버린 경계선(1949년)